# 1179

## Esdeveniments
- 20 de març - Sòria: Es firma el Tractat de Cazola
- El concili del Laterà III condemna el catarisme com a heretgia i crea els primers guetos de jueus
- Comença el regnat de Felip II de França
- Reconeixement oficial de la independència de Portugal per part de l'església

## Necrològiques

### Món
- 17 de setembre, Monestir de Rupertsberg (Bingen am Rhein): Hildegarda de Bingen, abadessa benedictina, científica, escriptora, mística i compositora, primera persona al món de qui es conserva música escrita.[1]